# Souroubea
Souroubea là một chi thực vật có hoa trong họ Marcgraviaceae.

## Loài
Chi Souroubea gồm các loài: